# 矢印板 (保安施設)

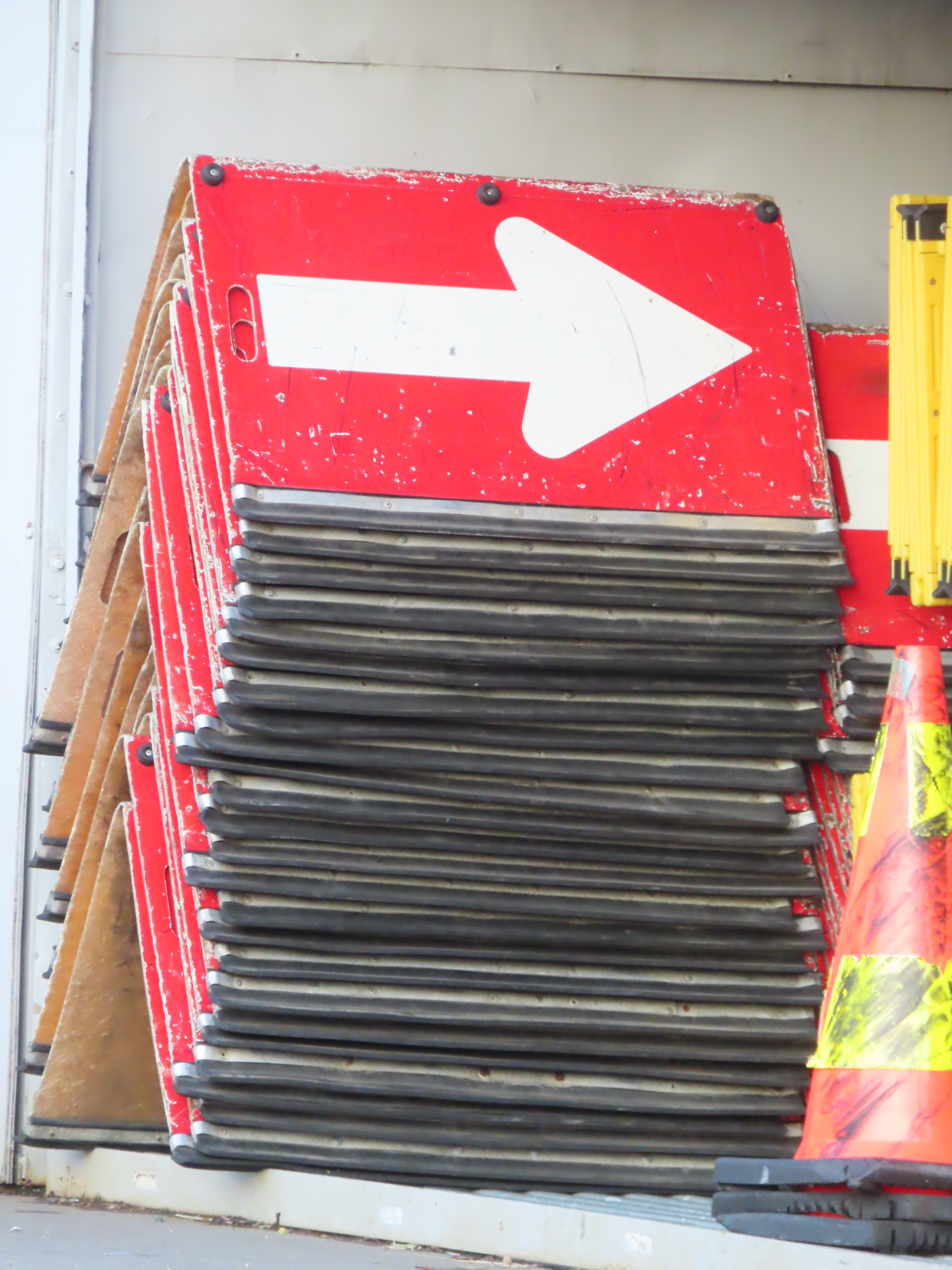
山型矢印板の一例。倉庫に積み上げられている。

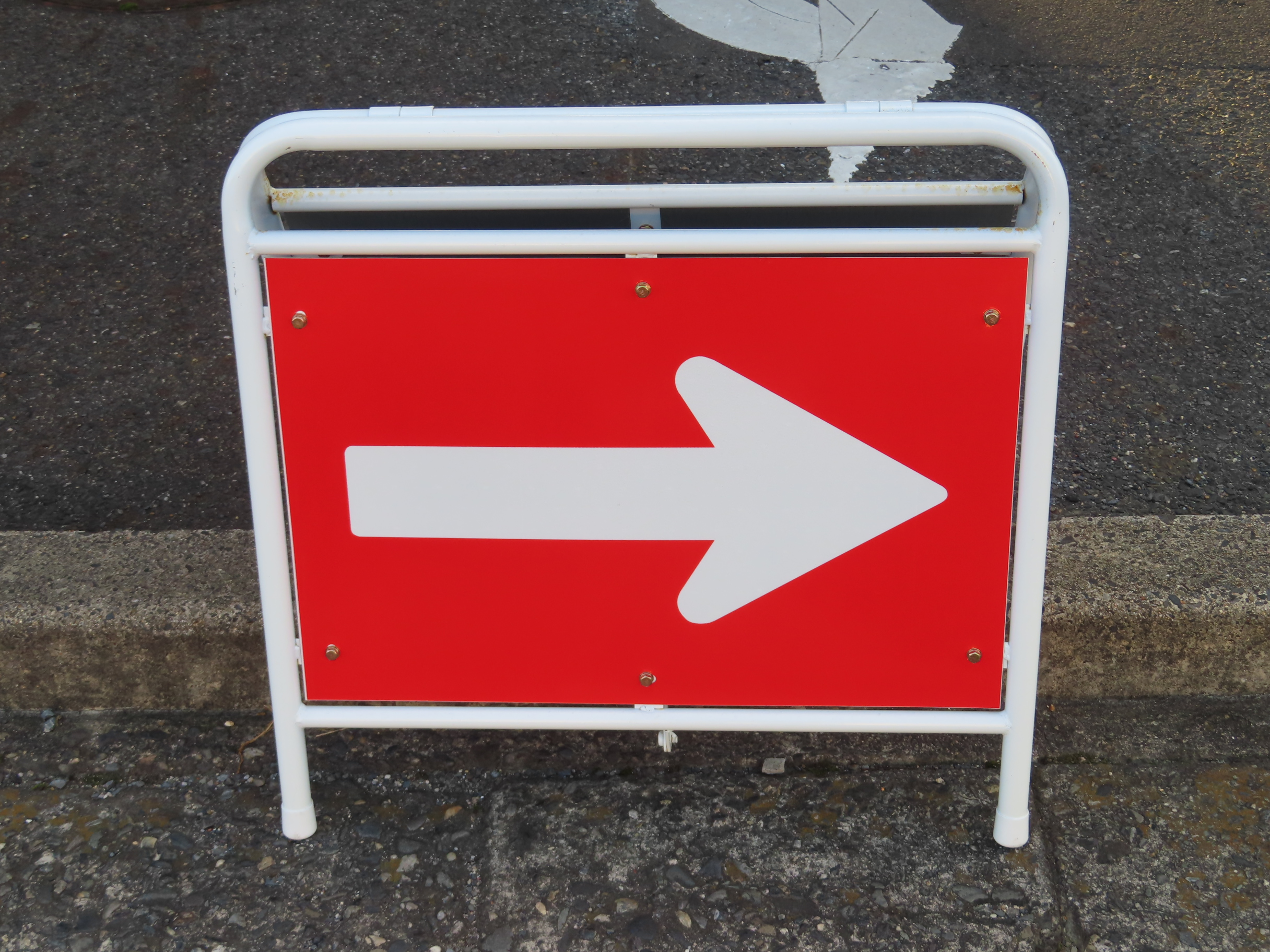
矢印板の一例

矢印板（やじるしばん）とは道路工事において車両の進む方向を矢印で示した看板である。

## 目的
道路上の工事現場においては、保安灯や工事看板、ロードコーンなどの保安施設と同様に交通の流れを保つために設置される。車両に対して進むべき方向を指示して誘導する。
道路工事の他、駐車場の導線を示す場合も矢印板が用いられる。当初計画では誘導が必要ないと判断された場合でも、実際の運用にあたって後から矢印板を設置して車両の誘導することも有効である。また、矢印のみの案内ではなく、駐車場看板として必要に応じた表示内容（「←P」「満車」「空車」など）で駐車場利用者に対して案内を行うこともできる。

## 構造
サイズは縦550 mm×横900 mmや縦450 mm×横600 mmなどがある。プラスチック製、アルミ製、鋼製のものがあり、いずれも矢印がある面は全面反射式となっている。V字型の構造をした矢印板は「山型矢印板」と呼ばれる。
矢印板は折り畳み式のものもあり、不使用時にコンパクトに収納できるメリットがある。また、取っ手を付けることで持ち運びも簡単にできる。
高速道路など危険な場所での設置を想定して、持ち運びや設置・回収作業が簡単にできる構造にした矢印板が開発されている。

## 設置
道路工事では工事対象の区間に応じて、数量や配置、他の保安施設との組み合わせを考えて設置される。
高速道路上の車線規制ではテーパー部に矢印板を設置するが、枚数が多いためトラックを移動させながら設置する。一般車両が走行する車線上に矢印板を配置する場合は、設置時・撤去時ともに交通誘導員が黄旗を振って車線変更を促したり、発煙筒を使って作業中であることを注意喚起する。